# Butzer See
Der Butzer See gehört neben dem Elsensee und dem Habermannsee zum Verbund der Kaulsdorfer Seen. Das Gewässer liegt in einem 94 Hektar großen Landschaftsschutzgebiet im Berliner Ortsteil Kaulsdorf.

## Landschaft
Das Gebiet rund um den Butzer See ist wertvoll für den Schutz von Natur und Landschaft, da es eine sehr vielfältige Vegetation aufweist mit einem naturnahen Waldbestand, Weidengebüschen, Wiesen und mit Schilfröhricht bewachsene Ufer und einigen mächtigen Weiden. Die in dem See häufig vorkommenden Fischarten sind Aal, Hecht und Plötze.

## Entstehung
Der Butzer See entstand ursprünglich Mitte der 1930er Jahre als Kiesgrube, aus der Sand und Kies als Baumaterial abgetragen wurde. Den Namen erhielt er nach der sie nutzenden Baufirma Heinrich Butzer. Nachdem der Abbau eingestellt wurde und alle Maschinen abtransportiert waren, hat sich die Grube über einige Zeit mit Grund- und Regenwasser gefüllt. Heute ist der Butzer See ein natürliches Biotop, in dem viele Tiere und Pflanzen leben.

## Nutzung
Das Gebiet der Kaulsdorfer Seen wird vom 1916 errichteten Wasserwerk Kaulsdorf, das sich westlich des Habermannsees befindet, zur Grundwasserförderung genutzt, was den Wasserpegel aller Seen beeinflusst. Außerdem wird das Waldgebiet des Kaulsdorfer Buschs, das mit Pappeln, Kiefern und Fichten bestanden ist, forstwirtschaftlich genutzt.
In den Sommermonaten wird der Butzer See als Badesee genutzt, obwohl er als Trinkwasserschutzgebiet ausgewiesen ist.

## Sport
Zweimal im Jahr findet der Crosslauf „Rund um die Kaulsdorfer Seen“ statt. Die Strecke führt sowohl um den Butzer See als auch um den Habermannsee.